# Tecnica Levallois

La tecnica Levallois di scheggiatura preferenziale.

Punta ottenuta con la tecnica di scheggiatura di Levallois.

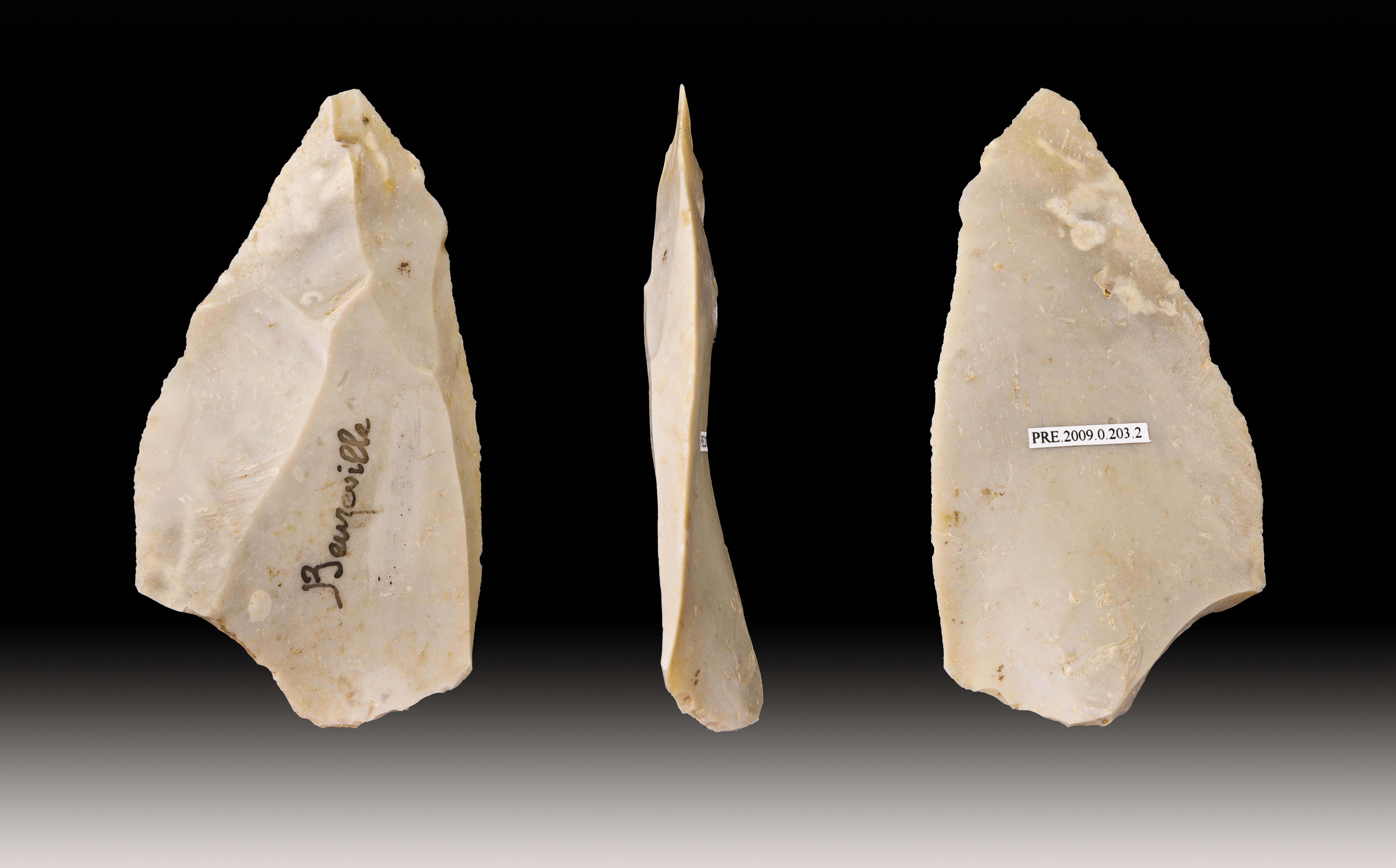
Punta Levallois - da Beuzeville, Francia.

La tecnica Levallois è un metodo di scheggiatura della pietra utilizzato nella industria litica preistorica, soprattutto durante il Paleolitico medio.
Tale tecnica rappresenta un deciso progresso rispetto alla precedente scheggiatura semplice di un blocco di pietra silicea, in quanto implica una preparazione specifica (sbozzatura) del nucleo litico che andrà poi colpito con un apposito percussore.
I primi ritrovamenti associati a tale tecnica datano al Paleolitico inferiore, ma l'utilizzo si diffuse soprattutto con le industrie musteriane del Paleolitico medio e rimase in uso in Africa e nel Levante fin oltre il Paleolitico superiore. 

## Etimologia
La tecnica Levallois deriva il suo nome dal sito di Levallois-Perret, nella Hauts-de-Seine, non lontano da Parigi. 
Fu riconosciuta e descritta da Victor Commont tra la fine del XIX e l'inizio del XX secolo. Henri Breuil fu il primo a usare il termine levalloisiano.
Il geologo e antropologo francese François Bordes ne ha proposto una definizione mettendo in rilievo l'importanza della fase preparatoria del nucleo del campione, in quanto la forma finale del manufatto è determinata dal precedente lavoro di sbozzatura del campione.
«La forma predeterminata del nucleo è l'unico criterio valido della tecnica Levallois». F. Bordes, 1953, pagina 226.

## La scheggiatura Levallois
La scheggiatura Levallois implica una preparazione specifica del nucleo: il blocco iniziale di pietra è sbozzato in modo da ottenere due superfici convesse e intersecantisi. Una delle due superfici è il piano di percussione, l'altra è il piano di scheggiatura. Quest'ultimo è disposto in modo da presentare due convessità che determineranno la forma e le dimensioni delle schegge, le quali hanno un piano di frattura parallelo al piano di intersezione delle due superfici iniziali del nucleo.
Sei criteri permettono di riconoscere un nucleo di tipo Levallois:
- il nucleo presenta due superfici, una convessa e l'altra piana, delimitate da un piano di intersezione;
- le superfici hanno una gerarchia specifica: la superficie convessa serve da piano di percussione, mentre la superficie piana è quella da cui si ottengono le schegge predeterminate;
- la convessità del piano di scheggiatura, preparato grazie alla predeterminazione delle schegge, permette di controllare il distacco delle schegge levallois;
- il piano di percussione è preparato in modo opportuno per facilitare il distacco della scheggia;
- il piano di fratturazione delle schegge Levallois è parallelo o sub-parallelo al piano di intersezione delle due superfici del nucleo;
- la tecnica di colpitura è la percussione diretta dura.

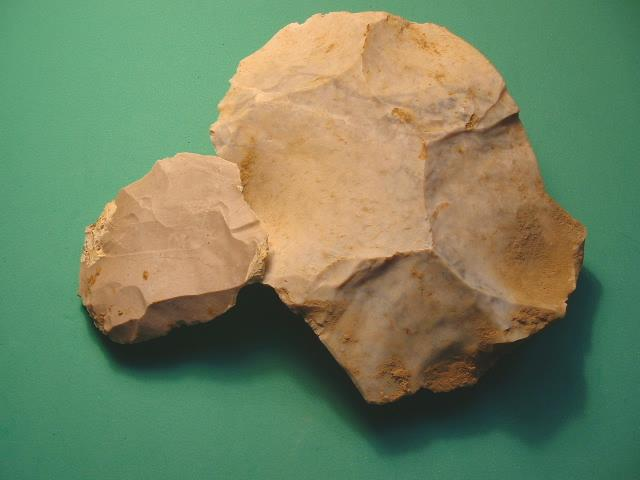
Scheggiatura con la tecnica Levallois a colpi ricorrenti centripeti.

In base al metodo di scheggiatura impiegato si possono distinguere le seguenti varianti:
- tecnica Levallois a singola scheggiatura preferenziale: viene staccata una sola grande scheggia dal nucleo iniziale già preparato;
- tecniche a scheggiatura ricorrente: vengono ricavate successivamente varie schegge senza che ci sia bisogno di ripreparare ogni volta il nucleo.[5] Queste tecniche a loro volta presentano un'ulteriore sottodivisione in funzione della direzione di percussione:
  - tecnica a scheggiatura ricorrente centripeta: la scheggiatura converge verso il centro del nucleo di base;
  - tecnica a scheggiatura ricorrente unipolare: la scheggiatura procede per percussioni parallele che partono da un singolo piano di percussione;
  - tecnica a scheggiatura ricorrente bipolare: la scheggiatura procede per percussioni parallele partendo da due piani opposti.

Nel 1986, Éric Boëda ha proposto di raggruppare l'insieme delle tecniche Levallois sotto un unico "concetto Levallois".

## Punte Levallois
Rispetto ai precedenti e più primitivi metodi di scheggiatura, la tecnica Levallois consente un migliore controllo delle dimensioni e della forma delle schegge, che possono quindi essere impiegate per produrre lame, raschiatoi, ma anche adattate per ottenere le punte di lancia o freccia note come punte Levallois.

## Cronologia

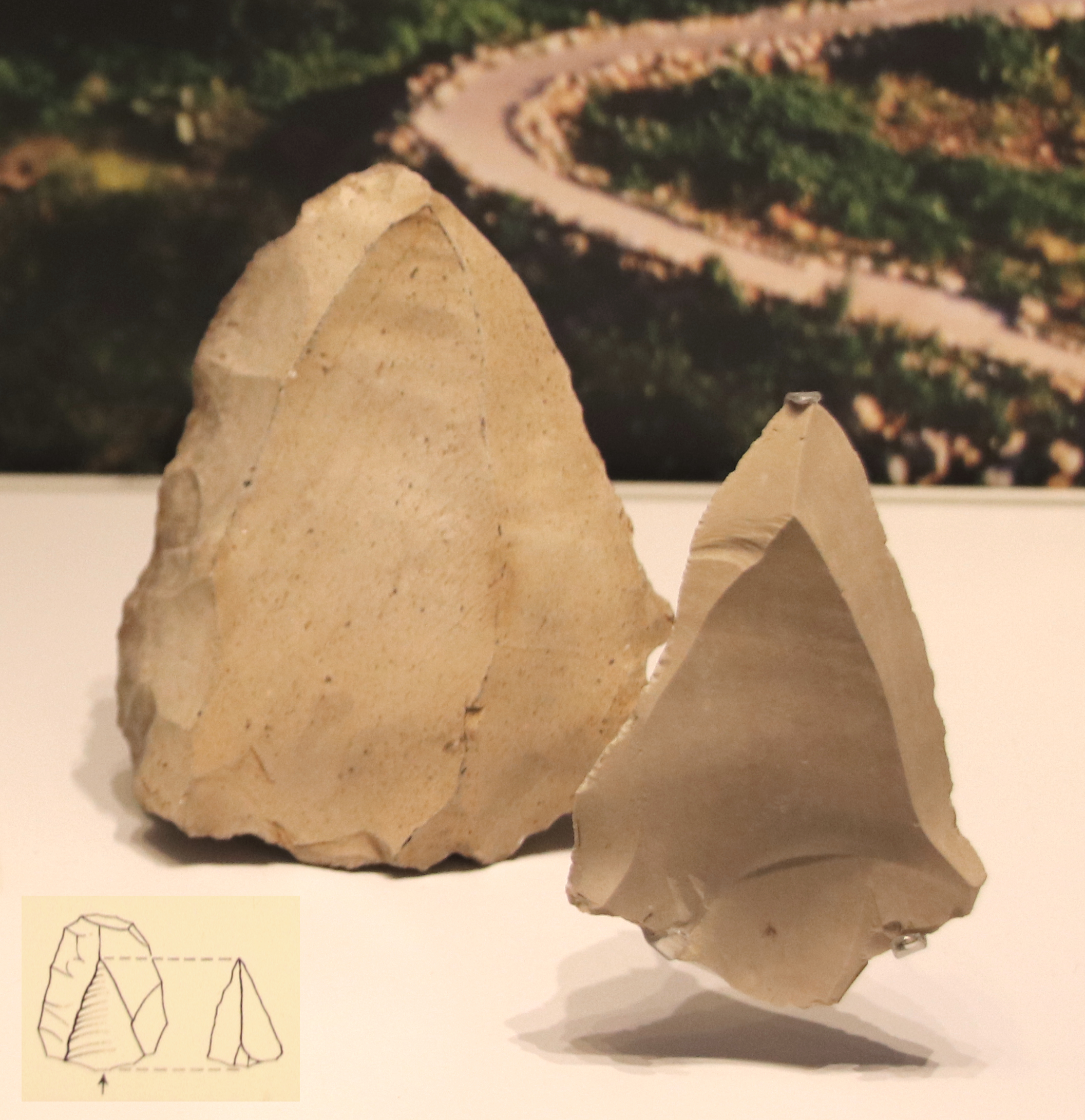
Punte di lancia ottenute con la tecnica Levallois da un nucleo di selce, risalenti al Musteriano e tra 250.000 e 50.000 anni fa, trovate nella grotta di Tabun in Israele. (Museo d'Israele)

La tecnica di scheggiatura Levallois fece la sua comparsa in Africa durante l'Acheuleano. Nell'Europa nord-occidentale è attestata a partire dallo stadio isotopico 10, durante la cultura del medio acheuleano, ma si andò generalizzando in Eurasia soprattutto nel Paleolitico medio, durante il Musteriano (a partire dallo stadio isotopico 8).

Nel Levante, questa tecnica rimase in uso fino ad oltre il Paleolitico superiore e nell'Africa orientale fino alla media età della pietra.
In India il sito preistorico stratificato di Attirampakkam, nei pressi  di Chennai, mostra dei processi che marcano la fine della cultura acheuleana e la comparsa di una cultura paleolitica media attorno a 385.000±64.000 anni fa, ben prima di quanto ci si attenderebbe in base alla teoria out of Africa II dell'origine africana dell'uomo moderno.
Questi risultati documentano un importante processo di cambiamento che ha avuto luogo in India e permettono di stabilire la sua contemporaneità con processi simili registrati in Africa e in Europa.
A causa dell'assenza di reperti ossei fossili in loco, gli autori della scoperta pongono la questione se gli utilizzatori di questa tecnica Levallois fossero già Homo sapiens e evocano la possibilità che questo tipo di scheggiatura possa essere stato inventato in maniera indipendente in aree diverse del mondo..
In Cina la tecnica Levallois sembra essere impiegata da almeno 170.000 anni.